# Pileus (Kleidung)

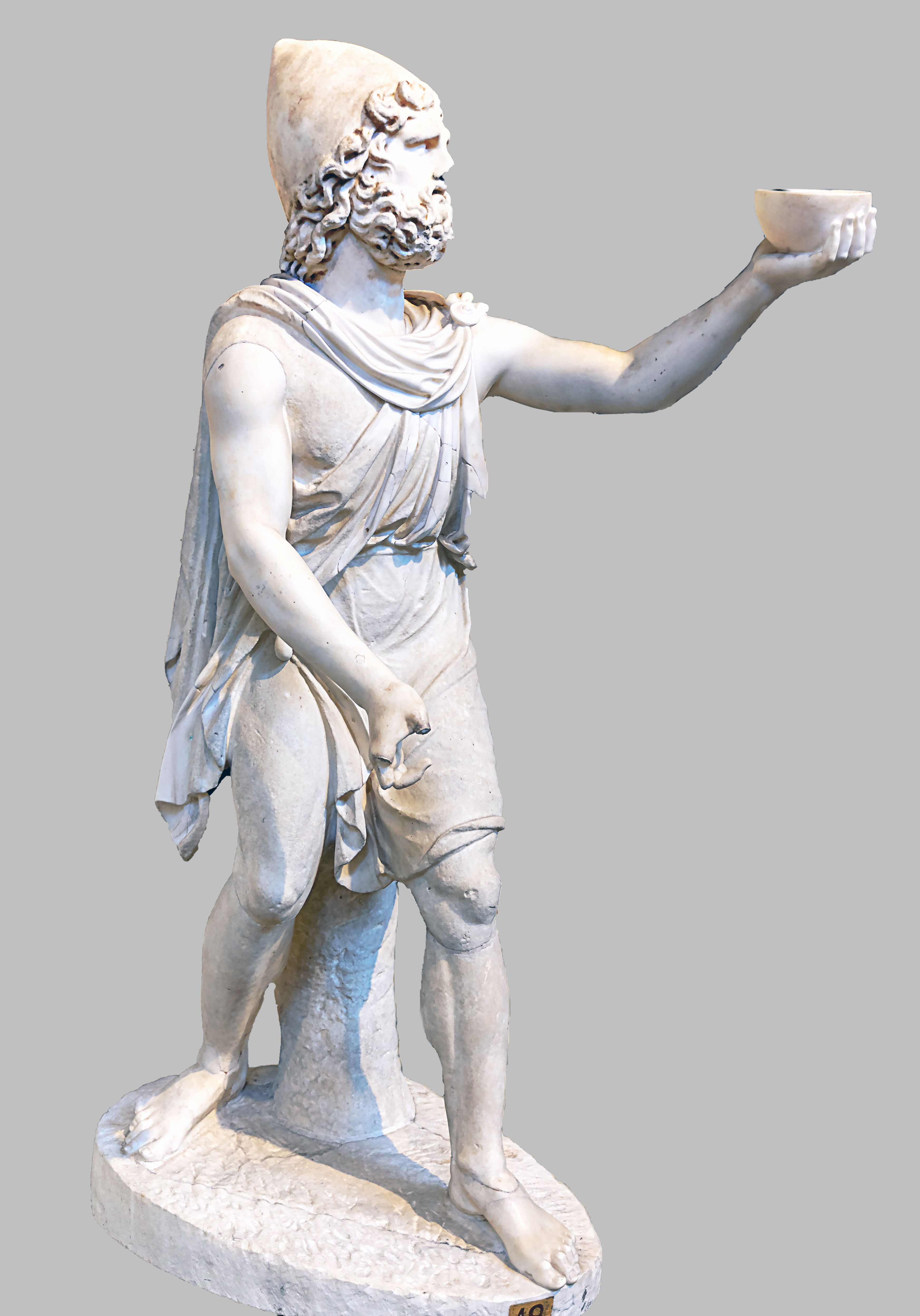
Odysseus, mit einem Pilos auf dem Kopf, bietet Polyphem Wein an. Statuette im Vatikanischen Museum, Rom.

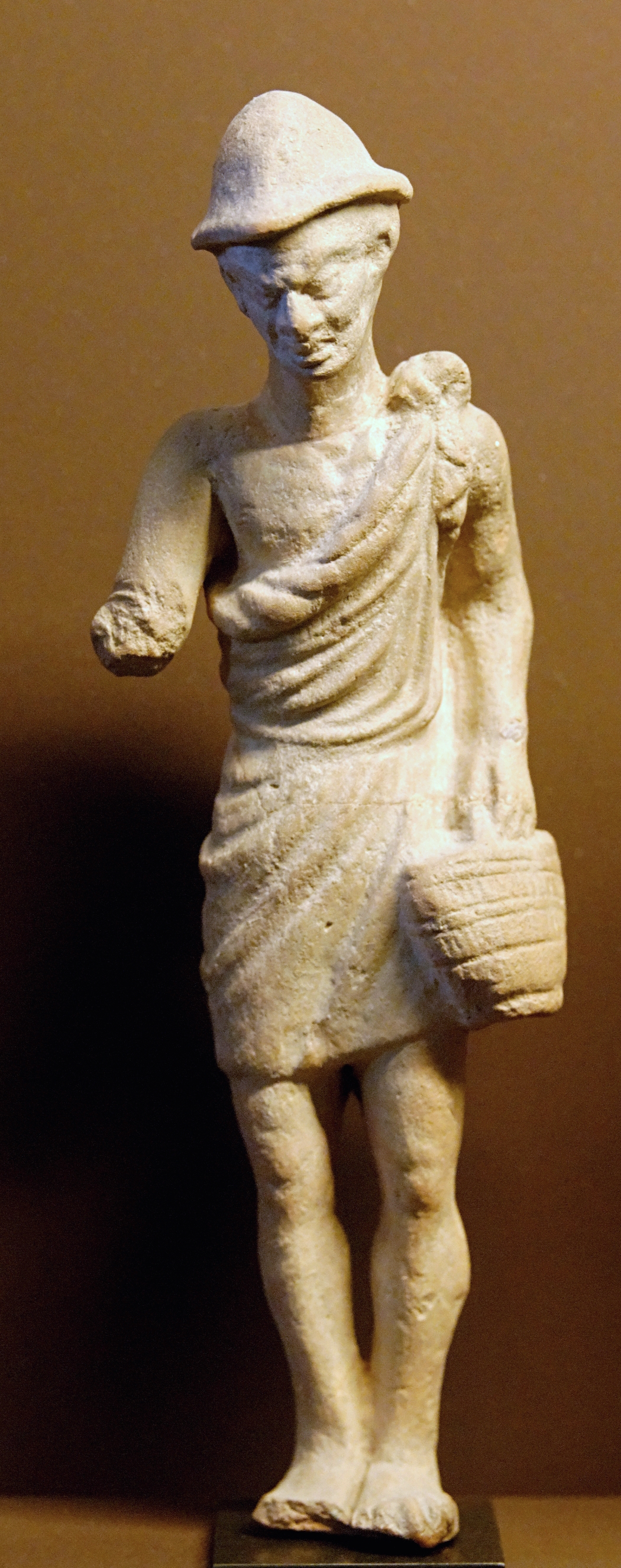
Griechische Terracotta-Figur eines Bauern mit Pilos, 1. Jahrhundert vor Chr.

Der Pileus, in den zuverlässigeren handschriftlichen Überlieferungen auch Pilleus, im Griechischen Pilos genannt (altgriechisch πῖλος pílos; auch lateinisch pileum und pilleum), ist eine randlose Filzkappe, die im antiken Griechenland, Etrurien, Illyrien, Pannonia und weiteren Gebieten getragen und später auch im antiken Rom eingeführt wurde. Im 5. Jahrhundert v. Chr. wurde eine aus Bronze gefertigte, ebenfalls Pilos genannte Helmgestaltung entwickelt (Piloshelm). Die griechische pilidion (πιλίδιον) und römischen pilleolus waren kleinere Formen der Kappe, ähnlich der heutigen Kippa. Die in Albanien und im Kosovo verbreitete Qeleshe (Plis) geht vermutlich auf eine ähnliche Filzkappe zurück, die von den Illyrern getragen wurde.

## Name
Pilleus ist der lateinische Name für diese Kopfbedeckung (Plural: pillei). Das griechische Wort war pílos (πῖλος) und bezeichnete ursprünglich einfach das Material Filz.

## Geschichte

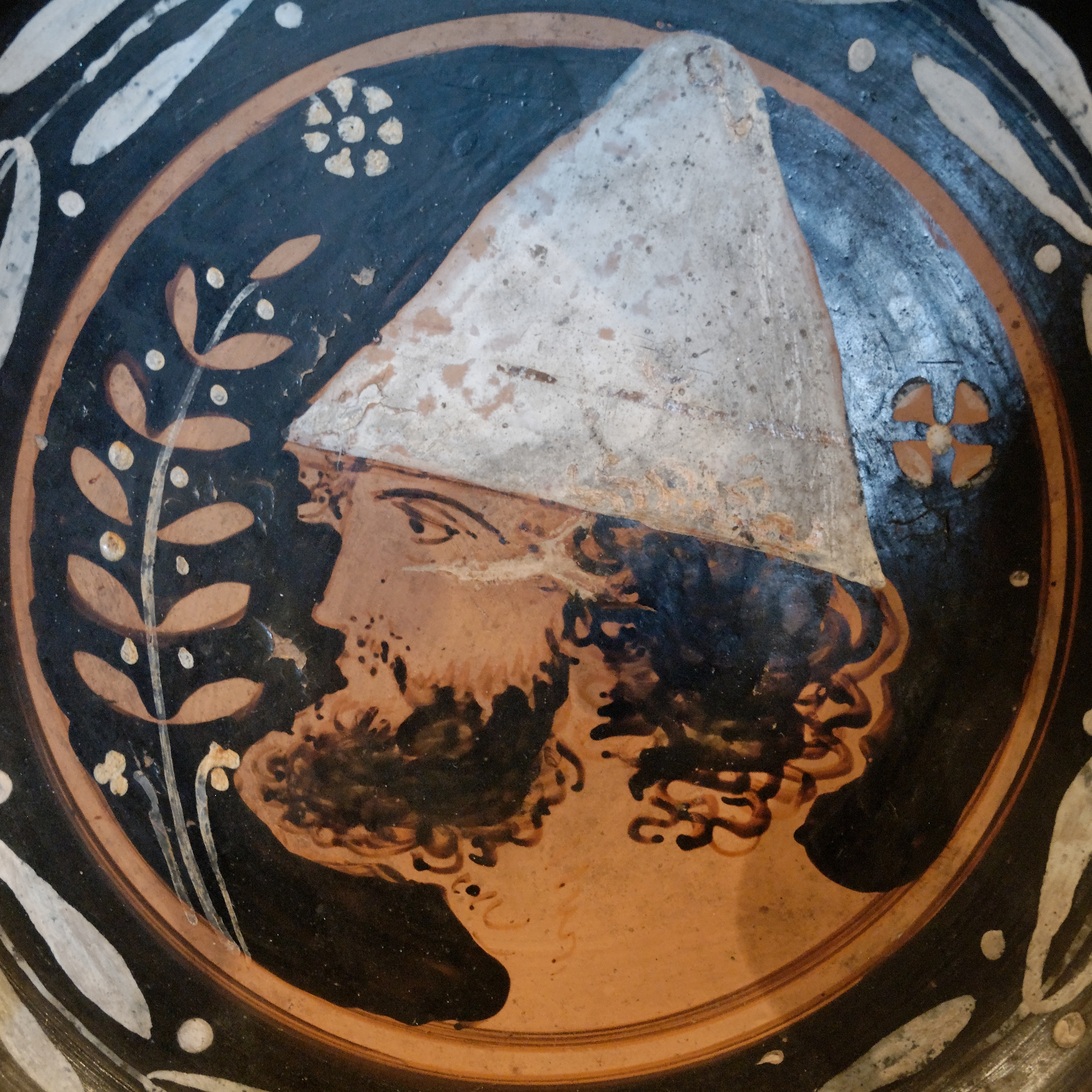
Griechische rotfigurige Vasenmalerei aus Apulien, drittes Viertel des 4. Jahrhunderts vor Chr., Louvre

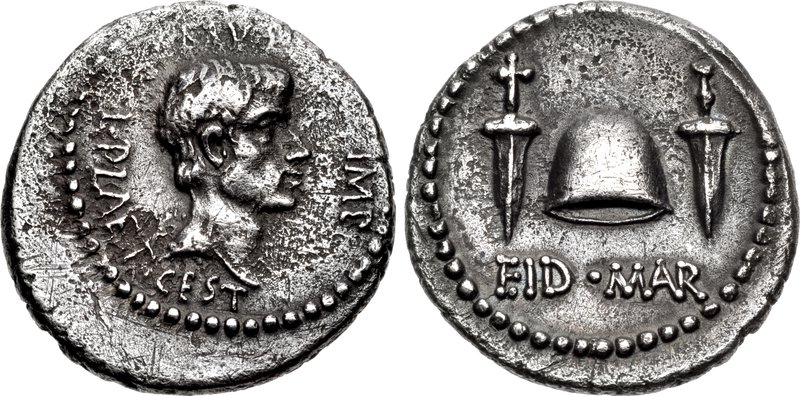
Denarius (43–42 v. Chr.)
Vorderseite: Brutus, Text: BRVT IMP L PLAET CEST
Rückseite: Pileus zwischen zwei Dolchen, Text: EID MAR

Diese Kappe stammte ursprünglich wohl aus Kleinasien, kam danach aber sowohl in der griechischen als auch in der römischen Kultur vor. Bekannte Gestalten der griechischen Mythologie, die den Pilos trugen, waren Odysseus, unter den Göttern Hephaistos, Charon und die Dioskuren. Im Altertum wurde der Pileus hauptsächlich von Seeleuten, Fischern und Handarbeitern getragen. Er wurde vor allem bekannt, weil freigelassene Sklaven im alten Rom diese Kopfbedeckung nach ihrer Freilassung aufsetzen durften. Bei den Saturnalien trugen alle Mitfeiernden den Pileus. Nach der Ermordung Gaius Iulius Caesars wurden die sogenannten EID MAR-Münzen geprägt, die auf der einen Seite Marcus Iunius Brutus, auf der anderen einen pileus zwischen zwei Dolchen und den Texthinweis auf die Iden des März zeigen. Während der Französischen Revolution wurde der Pileus mit der Phrygischen Mütze verwechselt, die daraufhin zum Freiheitssymbol wurde.
Auch verschiedene römische Priester wie die flamines, die sacerdotes und die pontifices trugen Pillei bzw. Kappen, die auf deren Grundform basierten. In Analogie eignete sich bald der christliche Klerus den Pileus an (siehe Pileolus).

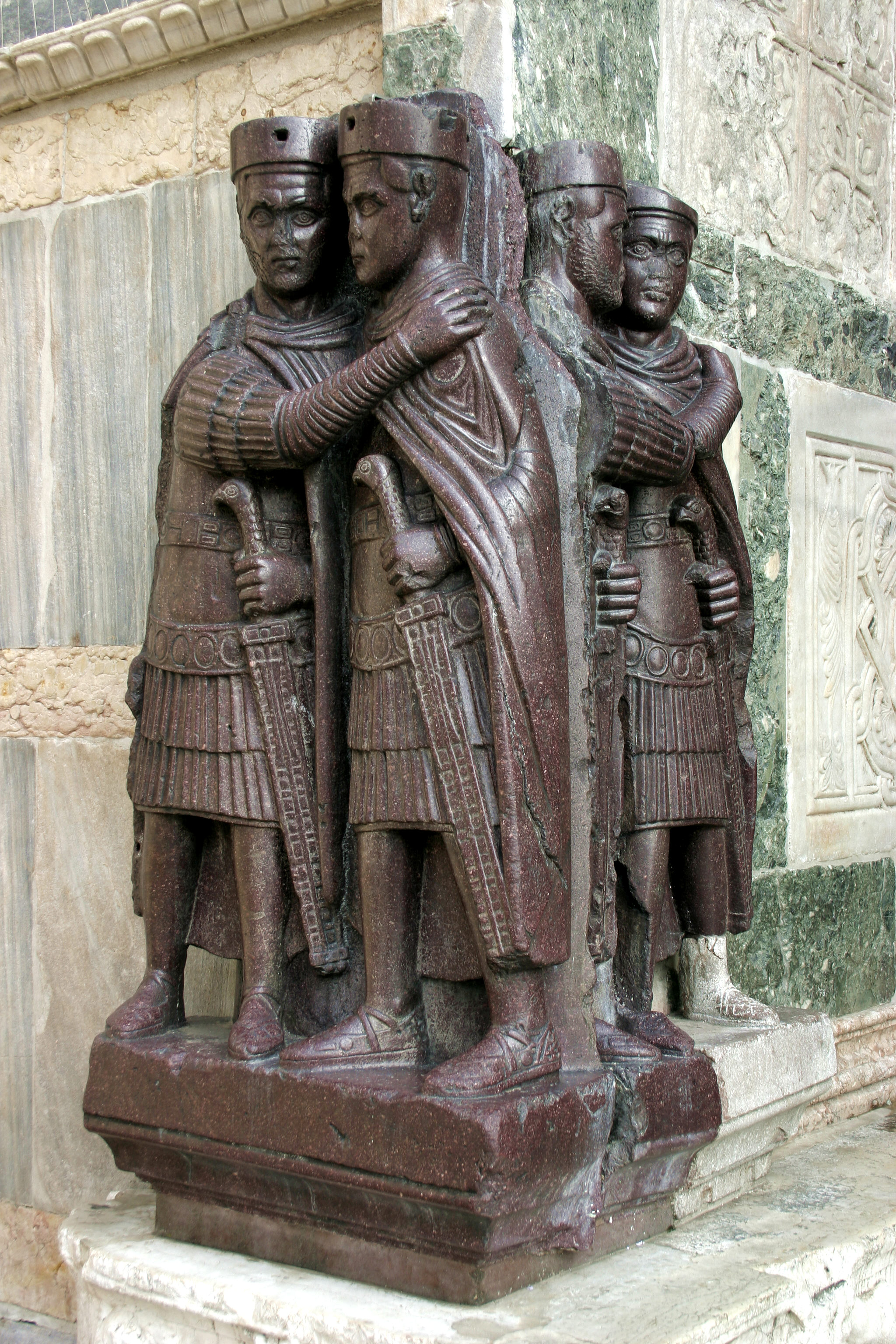
Die Venezianische Tetrarchengruppe. Skulptur aus Porphyr, Kleinasien, um 300

Der pileus Pannonicus, so benannt nach einer Erwähnung bei Vegetius, war eine eher pillbox- oder barettartige Kopfbedeckung aus Filz oder Pelz. Er war ursprünglich in Illyrien verbreitet. In der Spätantike ließen sich die vier gleichzeitig herrschenden Kaiser, die Tetrarchen, die alle aus Illyrien stammten, in inniger Umarmung und mit dem pileus Pannonicus abbilden, um ihre Verbundenheit miteinander und mit den illyrischen Truppen zu demonstrieren. In dieser Zeit wurde der pileus Pannonicus auch bei allen anderen Legionen eingeführt, er wurde die Feldmütze des spätrömischen Heeres. Die Feldmütze war so beliebt, dass sie bis ins Frühmittelalter getragen wurde.

## Gegenwart
Die Albaner tragen heute eine weiße Filzkappe, die sie Plis oder Qeleshe nennen. Auch in Swanetien sind weiße Filzkappen gebräuchlich.
Frühformen des Doktorhutes und des Biretts entstammen dem Pileus. In auch grammatikalisch (Diminutiv) verkleinerter Form ist er als Pileolus Teil der Tracht hoher kirchlicher Würdenträger.